# Видимое обучение. Синтез результатов более 50 000 исследований с охватом более 80 миллионов школьников
Видимое обучение. Синтез результатов более 50 000 исследований с охватом более 80 миллионов школьников (англ. Visible learning) ― научно-популярная книга новозеландского учёного-педагога Джона Хэтти. Основана на мета-исследовании, которое анализирует размеры эффекта измеряемых влияний на результаты обучения в образовательных учреждениях.

## Содержание
Автор книги, Джон Хэтти, провёл масштабный метаанализ в области образования о влиянии различных факторов на процесс и результаты обучения. Анализ охватил более 800 различных метаанализов, касающихся в общей сложности более 50 000 исследований почти 200 миллионов учащихся в возрасте от 4 до 20 лет. Его книга основана на докторской диссертации, которую он защитил в Университете Торонто в 1981 году. В результате этих исследований были установлены, в том числе, ранжирующие факторы, влияющие на эффекты образования, а концепция видимого обучения (англ. Visible Learning) постулирует существование обратной связи между учеником и учителем, которая возникает, когда процесс обучения является визуальным.
Хэтти сравнил масштабы влияния на результаты обучения — в частности, используя d американского психолога и статистика Джейкоба Коэна в качестве меры измерения. Хэтти утверждает, что большинство практик в образовании работают в той или иной мере: вопрос в том, какие стратегии и инновации работают лучше всего и где сосредоточить усилия для повышения успеваемости учащихся.
Хэтти обнаружил, что наиболее эффективными факторами, влияющими на успеваемость учащихся, являются:
- Самооценка знаний учеником (d = 1,44): корреляция между самооценкой и фактическими оценками.
- Образовательные программы по Ж. Пиаже (d = 1,28): корреляция между стадией развития по Пиаже и достижением
- Предоставление программ с формирующим оцениванием[вд] (d = 0,9)
- Микрообучение[вд] (d = 0,88)
- Ускорение в обучении[вд] (d = 0,88)
- Поведение в классе (d = 0,80)
- Совместное обучение детей с обычными и особыми возможностями (d = 0,77)
- Ясность в объяснениях учителя (d = 0,75)
- Взаимное обучение[вд] (d = 0,74)
- Обратная связь (d = 0,73)
- Отношения учитель-ученик (d = 0,72)
- Интервальный метод обучения против одномоментный метод обучения (d = 0,71)
- Метакогнитивные стратегии (d = 0,69)
- Предыдущие достижения (d = 0,67)
- Самовербализация (d = 0,64)
- Повышение квалификации учителей (d = 0,62)
- Обучение решению проблем (d = 0,61).

Согласно выводам Хэтти, видимое обучение происходит, когда учителя смотрят на обучение глазами учеников и помогают им стать самими учителями.
Некоторые статистические методы, использованные Хэтти, подверглись критике.

## Издание в России
Книга была переведена на русский язык и вышла в свет в издательстве «Национальное образование» в 2017 году. ISBN 978-5-4454-0913-7.